# Тієго
Тієго (порт. Thiego, нар. 22 липня 1986, Аракажу — пом. 28 листопада 2016, Ла-Уніон) — бразильський футболіст, що грав на позиції захисника.
Виступав, зокрема, за клуб «Греміо».

## Ігрова кар'єра
Народився 22 липня 1986 року в місті Аракажу. Вихованець юнацьких команд футбольних клубів «Сержипі» та «Греміо».
У дорослому футболі дебютував 2006 року виступами за команду клубу «Сержипі».
До складу клубу «Греміо» приєднався у 2007 році. Відіграв за команду з Порту-Алегрі наступні два сезони своєї ігрової кар'єри.
Згодом з 2010 по 2015 рік грав у складі команд клубів «Кіото Санга», «Баїя», «Сеара», «Фігейренсе» та «Хазар-Ланкаран».
У 2015 році приєднався до складу команди «Шапекоенсе».
Загинув 28 листопада 2016 року в авіакатастрофі в Колумбії, яка забрала життя майже всього складу клубу і тренерського штабу клубу в повному складі. Команда летіла на перший фінальний матч ПАК 2016 з «Атлетіко Насьоналем».